# Herb gminy Czosnów
Herb gminy Czosnów – symbol gminy Czosnów, ustanowiony 9 października 2002.

## Wygląd i symbolika
Herb przedstawia na tarczy w polu czerwonym srebrną kolumnę zwieńczoną złotą koroną, z nałożoną złotą literą „C”. Kolumna pochodzi z herbu szlacheckiego Pierzchała, którym posługiwał się ród Czosnowskich, założycieli wsi, natomiast litera nawiązuje do nazwy miejscowości. 